# Константин Дъновски
Константин Андонов Дъновски е български учител и православен свещеник, водач на българската църковна партия във Варна по време на църковните борби през XIX век. Отец Константин е баща на Петър Дънов, основателя на Всемирното бяло братство.

## Биография
Константин Дъновски е роден на 20 август 1830 година в родопското село Устово. След като завършва първоначалното си образование в родното си село той се отправя за Пловдив, където учи в гръцкото училище. Премества се в Татар Пазарджик, за да продължи учението си при известния по това време български просветител даскал Никифор Константинов. Там той овладява писмено и говоримо гръцки език и черковно пеене.

### Учителстване
На 15-годишна възраст става учител в съседното на Устово село Горно Райково. На следващата година се мести в Устово. Има неприятности, защото се стреми да преподава не само на гръцки, но и на църковнославянски език. След среща с вуйчо си, бакърджията Йоргаки Забилев, установил се във Варна, заминава с него за този град. Във Варна е помощник на вуйчо си, но участва като доброволен певец при свещенослужението в гръцката църква „Св. Богородица“. Поради хубавия си глас и пеене е поканен от владиката Порфирий на служби. През 1847 година се среща с чорбаджи Атанас Георгиев, първенец на варненското село Хадърча, борец за народна просвета и църковна независимост, който го привлича към проекта си за откриване на българско училище в селото. Първоначално учи децата в една от стаите на къщата на чорбаджи Атанас, който успява да се пребори за изграждане на истинско училище (завършено е през 1851 г.). Така Константин Дъновски става първият български учител във Варненско.
През 1854 година двадесет и четири годишният Константин Дъновски и трима негови другари потеглят от Варна със стара гемия за Света гора с намерението да останат там и да се посветят на монашеството. Недалеч от Солун се разразява страшна морска буря и разбива гемията; с голяма мъка младежите успяват да се доберат до брега и да спасят живота си. Перипетиите, които възпрепятствали покалугеряването му, са описани от самия него в „Едно откровение в солунската черква „Св. Димитрий“ (Кассъма-Джамиси), дадено на Отца Константина Дъновски през юношеството му в гр. Солун, на 10 април 1854 година“.
След завръщането си той е отново учител, в Балчик (1854 – 1856) и в Хадърча (1856 – 1857). През 1857 г. се оженва се дъщерята на Атанас Георгиев, Добра.

### Свещеник и борец за църковна независимост
През 1857 г., на 2 юни, Константин Дъновски е ръкоположен за свещеник в селото от митрополит Порфирий Варненски, така става втори свещеник там, в църквата „Св. Атанасий“ (построяването и освещаването ѝ са постигнати от чорбаджи Атанас през 1851 г.). През юли 1857 г. е преместен от митрополит Порфирий като енорийски свещеник във Варна, в старата гръцка църква „Св. Богородица“.
Отец Константин взема дейно участие в борбата за църковна независимост на българите. В гръцката църква той се опитва да използва в службите и църковнославянски език, на който започва да произнася някои от ектениите и евангелските текстове. С това предизвиква гнева на гръцките свещеници и искане за наказването му. През 1859 г. се оттегля със семейството си в родното Устово за шест месеца. При връщането му във Варна българските радетели за служба на църковнославянски постигат голяма победа – на 12 март 1860 г. митрополит Порфирий дава разрешение един път седмично в църквата „Св. Георги“ поп Константин да служи на този език, за руския консул Рачински и другите от консулството. На 3 април в Цариград Иларион Макариополски не споменава името на цариградския патриарх и с това фактически отхвърля неговата власт. В района на Варна се правят събрания за присъединяване към църквата на Иларион, на 11 май се създава българска църковна община. През 1861 г. се разрешава в дома на руския консул да се открие параклис – освещават го поп Константин, архимандрит Филарет и поп Иван.
Следващата цел на Константин Дъновски е откриване на българска черква във Варна и през 1865 г. успява да я постигне – един етаж от българското училище е превърнат в черква – „Свети Архангел Михаил“. Варненските първенци го избират за свещеник в нея и на 17 февруари той отслужва първата редовна тържествена литургия изцяло на църковнославянски, съвместно с поп Иван Громов от Хадърча и двама прочути църковни певци, Петър Атанасов и Курти Добрев. При литургията вместо името на гръцкия патриарх е споменато това на Иларион Макариополски. Така Константин Дъновски става и първият български свещеник във Варна.
Дейността му е мащабна: гърците пишат оплаквания до патриарха, че от църквите на 20 села в района им е оставил само 10, а в другите кръщава, венчава, освещава нови и събира всички такси за българската община. На 15 август 1866 г. поп Константин свиква всички селски свещеници и първенци на църковен събор във Варна, на който приемат „Привременен законник“, уреждащ църковните работи е той единодушно е избран за „църковен глава“. Подробно били уредени въпросите за взаимоотношенията между духовниците и населението, събирането на такси и налагане на наказания. На събора решават да се изпрати делегация до русенския валия Мидхад паша с искане българската община, като независима от гърците, да събира владищината, и получават такова разрешение.
През 1867 г., по не съвсем изяснени причини Дъновски се оттегля в с. Хадърча при семейството си. За това оттегляне Георги Раковски пише в цариградския вестник „Македония“: „Попитах за предишния им църковен ръководител отца поп Константина, къде е и защо го няма. Казаха ми, че бил в с. Хадърча, празен и отстранен, защото били го ударили... Мене ми много докривя затова, защото никога не ми се щеше да чуя таквози нещо за този българин, който аз познавах от напред за родолюбив мъж...“ От 1870 г. отново е на своя пост във Варна, със семейството си. Повежда следваща битка, тъй като по фермана за създаването на Българската екзархия Варна и околните села остават извън границите ѝ. Следват енергични действия и успех – създадена е Варненско-Преславската епархия. За председател на епархийския смесен съвет е избран Константин Дъновски (17 март 1873). Като председател на Варненската българска община той подкрепя основаването на българското ученическо дружество „Просвещение“, читалището „Възраждане“ в двора на църквата, открива подписка за сграда на девическо училище и др.
От 1876 година отец Константин служи и в параклиса при руското консулство във Варна и при избухване на Руско-турската война през 1877 година е задържан от турците по обвинение за снабдяване на населението с оръжие. Прекарва 7 месеца в затвора и е спасен е от смъртно наказание благодарение намесата на холандския консул.
След Освобождението на България работи на енорийска служба във Варна до пенсионирането си през 1898 г. От 1898 до 1901 г. работи по заместване в църквата „Света Параскева“ в Нови Пазар. След връщането си във Варна живее много скромно в стаичка до храма „Света Богородица“, а после в таванска стаична на „Свети Арахангел Михаил“. До края на живота си работи на временни служби и продължава да е изповедник към църкви.
По случай петдесетгодишния юбилей на първата българска църква във Варна през 1915 г., Светият синод въвежда свещеник Константин Дъновски в духовен сан „свещеноиконом“. Правителството го удостоява с орден „За гражданска заслуга“ с офицерския кръст. По време на Балканската война приема възложена му от правителството благотворителна акция за населението в Родопите и в мисия на Светия Синод.

### Личен живот
През 1857 г. Константин Дъновски се оженва за дъщерята на Атанас Георгиев, Добра (родена около 1835-37 г., починала в началото на 80-те год. на XIX век). Имат четири деца: Мария (родена през 1858 г.), дете, починало рано, Атанас (роден около 1862 г.) и Петър Дънов (роден 1864 г.).
Умира на 13 ноември 1918 година във Варна. Погребан е тържествено в двора на храма „Свети Архангел Михаил“, в непосредствена близост до олтарната стена. На гроба му е издигнат скромен паметник. Варненският общински съвет постановява да се преименува на негово име близката до църквата „Свети Архангел Михаил“ улица „Одринска“.